# Roti (Insel)
Roti (auch Rote, Bahasa Indonesia Pulau Roti) ist eine indonesische Insel vor der Westspitze Timors.

## Geographie

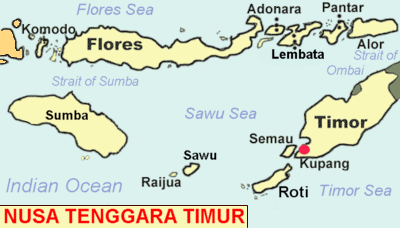
Karte von Ost-Nusa Tenggara

Die Insel Roti hat eine Fläche von 1214 km². Die höchste Erhebung erreicht 444 m. Nördlich liegt die Sawusee, südlich die Timorsee, weiter nach Westen liegen die Inseln Sawu und Sumba. Nach Nordosten trennt Roti die Straße von Roti von seinen direkten Nachbarn Timor und Semau.
Um Roti herum liegen mehrere kleinere Inseln. Westlich liegen die Inseln Ndao, Nuse (Nusa) und Doo, östlich Usu, Nusa Manupui und Boti, nördlich Ndoa, Nusa Kodi, Huana, Batuhun und Nusa Bibi und südwestlich Pamana (Dana, Dona, Ndana), Helihana, Landu, Manuk, Batu Bibi, Liu, Nusa Nak und Lai. Pamana ist die südlichste Insel Indonesiens.
Roti bildet mit seinen Nachbarinseln den Regierungsbezirk (Kabupaten) Rote Ndao in der Provinz Ost-Nusa Tenggara der Kleinen Sundainseln. Hauptort ist Ba'a im nördlichen Zentrum der Insel. Südlich des Dorfes Nemberala gibt es ein Surfgebiet. Eine Fähre verbindet täglich die Insel mit der Provinzhauptstadt Kupang in Westtimor.
Die kurze Regenzeit dauert von Dezember bis März. In dieser Zeit bilden sich Bäche und Flüsse, die in der Trockenzeit wieder verschwinden. Es gibt einige wenige, kleine Seen, die ganzjährig existieren, doch der Großteil der Insel ist trocken. Der größte ist der See Usipoka (Danau Oesipoka) auf einer Meereshöhe von 20 m auf der Halbinsel Tapuafu im Nordosten Rotis. Mit einem Gehalt von 18,8 g/kg ist das Wasser sehr salzhaltig, möglicherweise besteht eine Verbindung zum Meer. Die Wassertiefe beträgt bis zu 245 m.
Der höchste Berg ist der Musaklain mit 444 m im Distrikt Rote Selatan (Südroti).

## Bevölkerung
Die Mehrheit der einheimischen Rotinesen ist christlich und spricht die zentral-malayo-polynesische Sprache Rotinesisch, das in mehrere Dialekte gegliedert ist (Bilba, Dela-Oenale, Dengka, Lole, Ringgou, Termanu, Tii). Es gibt aber auch Einwanderer von anderen Inseln Indonesiens. Weitere der 123.000 Rotinesen leben um Kupang auf Westtimor und auf der Insel Semau.
Eine weitere einheimische Sprache auf Roti ist Ndao (Selbstbezeichnung Dhao), das hauptsächlich auf der benachbarten Insel Ndao gesprochen wird. Bini ist eine Ritualsprache mit eigenem Vokabular, die als „Sprache der Ahnen“ verstanden wird. Auf Bini gesungene Verse werden mit dem Nationalinstrument der Rotinesen, der Bambuszither Sasando, begleitet.

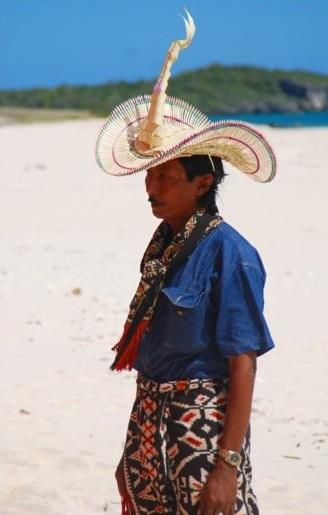
Der Raja von West-Roti
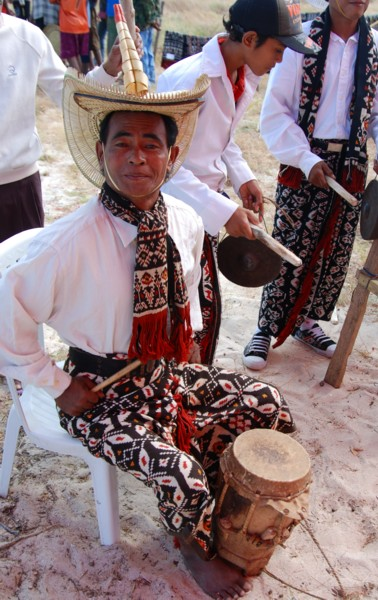
Trommler auf Roti
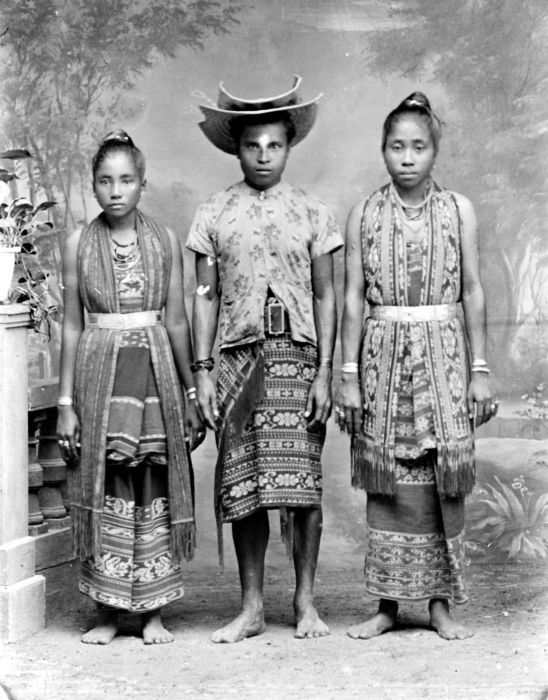
Roti in traditioneller Kleidung

## Geschichte
1681 eroberten die Niederländer die Insel Roti, von wo in Folge Sklaven nach Timor gebracht wurden. Außerdem rekrutierten die Niederländer auf Roti Soldaten für ihre Armee und bauten Schulen, nachdem der dortige Herrscher 1729 zum Christentum konvertiert war. Aus den Rotinesen wurde eine gut ausgebildete Elite. Um sich diese als Gegengewicht zu den Timoresen nutzbar zu machen, förderten die Niederländer deren Einwanderung nach Westtimor, so dass sie und ihre Sprache noch heute hier präsent sind.
Zwischen 1746 und 1749 scheiterten die Topasse beim Versuch, von Westtimor aus die Kontrolle über Roti zu erlangen.

## Wirtschaft

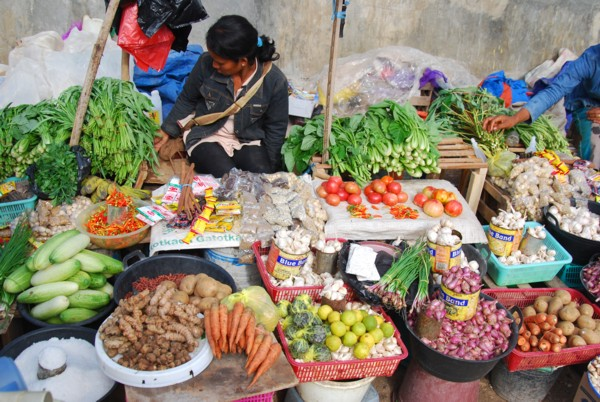
Markt von Ba'a

Neben dem Surftourismus ist Landwirtschaft die Haupterwerbsquelle. Für das Dorf Pepela spielt die Fischerei eine große Rolle, weswegen es vermehrt zu Streitigkeiten mit Australien kam.
Der Flughafen von Roti heißt Flughafen David Constantijn Saudale.

## Fauna

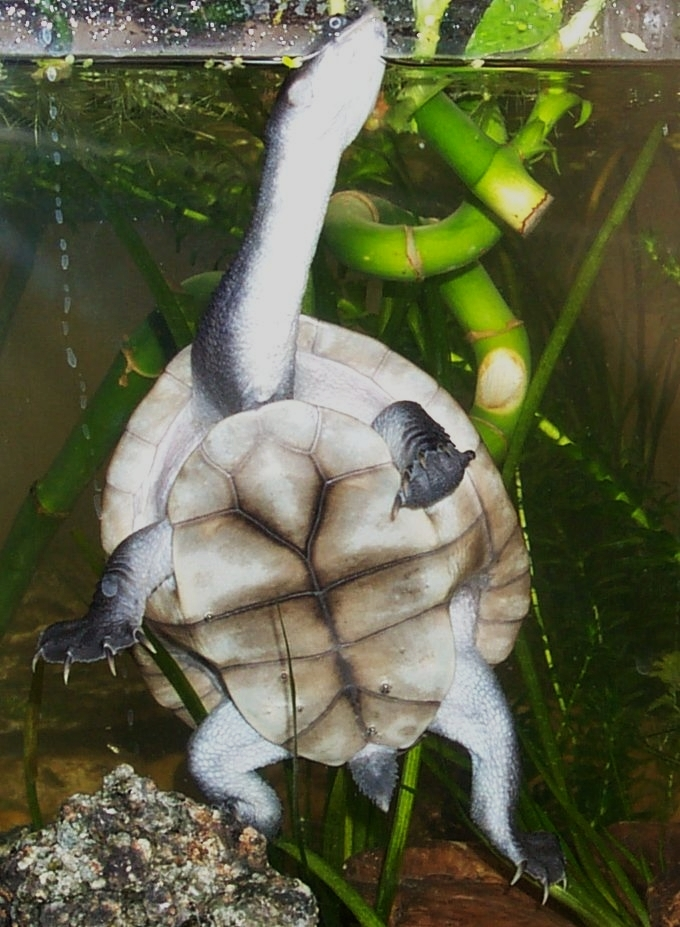
McCords Schlangenhalsschildkröte

Die auf Roti und Timor vorkommende McCords Schlangenhalsschildkröte (Chelodina mccordi) wurde erst 1994 beschrieben und ist vom Aussterben bedroht. Ein Endemit der Insel ist der Auffenbergs Waran. Ebenfalls ein auffälliger Vertreter der Fauna Rotis ist der Timor-Wasserpython (Liasis mackloti). Von Java wurde durch den Menschen in vorgeschichtlicher Zeit die Schleichkatzenart Paradoxurus musangus eingeführt. 2004 wurde auf Roti eine neue endemische Laubsänger-Art entdeckt, die 2018 als Phylloscopus rotiensis erstbeschrieben wurde.